# Administrador de sistemas
Um administrador de sistemas é uma pessoa encarregada por manter e operar computadores e/ou a sua rede. Administradores de sistemas geralmente são membros do departamento de Tecnologia da Informação (TI).
As funções de um administrador de sistemas são bem abrangentes, e variam muito de uma organização para outra. Administradores de sistemas usualmente são encarregados de instalar, suportar, e manter servidores e outros sistemas, e planejar para responder a indisponibilidades de serviços e outros problemas. Outras tarefas incluem programação de scripts ou programas pequenos, gerenciamento de projetos para projetos relacionados a sistemas, supervisionar ou treinar técnicos de operação e de apoio, e consultoria para problemas de sistemas além do conhecimento do Técnico de Apoio ao Usuário ou Suporte de Primeiro Nível. Um administrador de sistemas deve demonstrar tanto competência técnica quanto responsabilidade.

## Competências
O escopo da administração de sistemas inclui os sistemas computacionais e as maneiras que as pessoas as usam na organização. Isso engloba conhecimento do sistema operacional e das aplicações, assim como resolução de problemas de hardware e software, mas também o conhecimento do propósito para o qual as pessoas na organização/empresa utilizam os computadores.
No entanto, a habilidade de resolver problemas seja a habilidade mais importante de um administrador de sistemas -- frequentemente sob vários tipos de restrições e stress. O administrador de sistemas é chamado quando um sistema fica inoperante ou mal funcional, e deve ser capaz de rapidamente e corretamente diagnosticar o que está errado e a melhor maneira de retornar ao estado funcional.
Administradores de sistemas não são engenheiros de software ou desenvolvedores. Não faz parte de suas tarefas cotidianas projetar e implementar novas aplicações de software. Porém, eles devem entender o comportamento de um software para poder implantá-lo e resolver problemas, e geralmente conhecer diversas linguagens de programação usadas para scripts ou automação de tarefas recorrentes e/ou agendadas.
Particularmente ao lidar com sistemas críticos aos negócios da empresa ou publicados na internet, um administrador de sistema deve ter uma base sólida em segurança da informação. Isto inclui não meramente aplicar patches aos softwares, mas também prevenir que o sistema seja penetrado e outros problemas de segurança tomando medidas preventivas. Em algumas organizações a administração de segurança da informação é desempenhada como uma função separada e responsável pela segurança em geral e manter os sistemas de firewall e de detecção de intrusos, porém todos os administradores de sistemas são geralmente responsáveis pela seguranças dos sistemas sob sua administração.

## Áreas Relacionadas
Outras organizações incorporam outras funções/papéis afins aos administradores de sistemas. Em uma grande empresa estas funções são normalmente desempenhadas por cargos ou equipes distintas dentro do departamento de Serviços de Informação ou de Informática junto com Telecomunicações. Em empresas menores estes papéis são compartilhados por alguns administradores de sistemas, ou até mesmo em uma única pessoa.
- Um Administrador de banco de dados (DBA) é responsável por manter um sistema de banco de dados, e é responsável pela integridade dos dados e a eficiência e performance do sistema.
- Um Administrador de Redes é responsável por manter a infraestrutura de rede como os switches e roteadores, e diagnosticar problemas com estes componentes ou com o comportamento de computadores ligados à rede.
- Um Analista de Segurança é um especialista em segurança de computadores e redes, assim como a administração de dispositivos de segurança como firewalls, e também um consultor para medidas de segurança em geral.
- Um Administrador Web é responsável por manter os serviços de Web (como IIS ou Apache) que permitem o acesso interno e externo às páginas/sistemas web. As tarefas incluem gerenciar múltiplos sites, administrar a segurança, e configurar componentes necessários de hardware e software. Pode também ser responsável pelo software de gerência de mudança.
- Um Técnico de Apoio ao Usuário ou Suporte de Primeiro Nível deve prestar ajuda às dificuldades individuais dos usuários com os sistemas computacionais, prover instruções e algumas vezes treinamento, e diagnosticar e resolver problemas comuns.
- Um Técnico de Operação executa rotinas de manutenção e cuidados necessários, tais como trocar fitas de backup ou substituir discos defeituosos em um RAID. As tarefas executadas usualmente requerem intervenção física no ambiente onde está o computador; embora as tarefas não exijam tanta competência técnica tais como a de um administrador de sistema requerem um nível de responsabilidade e confiança similar, pois o operador tem acesso a dados que podem ser sensíveis/muito importantes.

Em algumas organizações, uma pessoa pode começar como um Técnico de Apoio ao Usuário ou um Técnico de Operação, e então ganhar experiência no trabalho para ser promovido a um cargo de Administrador de Sistemas.

## Treinamento
Diferente de muitas outras profissões, não há um único caminho para se tornar um administrador de sistemas. Diversos administradores de sistemas possuem diploma superiores nos cursos de Ciência da computação, Sistema de informação, Engenharia de computação, ou mesmo de técnico em informática.
Uma das principais dificuldades do ensino de administração de sistemas como uma disciplina formal na universidade, é que a velocidade que a indústria e as tecnologias mudam é muito maior que o processo de certificação de uma nova ementa curricular para a disciplina. A chance seria grande que após anos de processos e aprovações por comitês, a tecnologia específica para o qual o curso foi desenhado já tenha sido modificado significantemente ou que já esteja obsoleta.
Ainda existem, devido a natureza prática da administração de sistema e o fácil acesso e disponibilização dos softwares open source para servidores, muitos administradores de sistemas que entraram no ramo de maneira autodidata.
Geralmente, será exigido de um candidato a administrador de sistemas alguma experiência com o sistema com o qual ele ou ela irá administrar. Em alguns casos, é esperado que os candidatos possuam certificações do mercado tais como Microsoft MCSA, MCSE, Red Hat RHCE, Novell CNA, CNE, Cisco CCNA ou CompTIA A+ ou Network+, Sun Certified SCNA, Linux Professional Institute entre outros.
Algumas vezes, quase exclusivamente para empresas menores, a função de administrador de sistemas pode ser atribuída a um usuário avançado em adição ou substituição de suas tarefas. Por exemplo, não é incomum encontrar professores de matemática, física ou informática sendo os administradores de sistemas de uma escola de ensino médio.

## Responsabilidades de um administrador de sistemas
As responsabilidades de um administrador de sistemas podem incluir:
- Solucionar qualquer problema reportado nos sistemas.
- Ajustes para melhorar a performance dos sistemas.
- Assegurar que a infraestrutura de rede esteja disponível e operacional.

Em grandes empresas, algumas das tarefas listadas acima podem ser divididas entre diferentes administradores de sistemas ou membros de equipes diferentes. Por exemplo, uma pessoa poderia estar dedicada a aplicar todas as atualizações dos sistemas, uma equipe de qualidade executaria os testes e validações, e um ou mais redatores técnicos seriam responsáveis por toda a documentação técnica escrita.
Em empresas menores, o administrador de sistemas pode também desempenhar diversas funções que em outras são associadas com outros campos como:
- Técnico de apoio ao usuário
- Administrador de banco de dados (DBA)
- Analista/Especialista/Administrador de redes
- Analista de sistemas
- Analista de Segurança da Informação
- Programador

Administradores de sistemas, em grandes empresas, não costumam ser arquitetos de sistemas ou engenheiros de sistemas. No entanto, como muitas funções nesta área, não há uma demarcação clara entre as funções de um administrador de sistemas e outras funções técnicas não são bem definidas em empresas menores. Mesmo em grandes empresas, um administrador de sistemas sênior geralmente terá competência em outras áreas em resultado de sua experiência de trabalho.
Em empresas pequenas, as funções de TI são menos discernidas, e o termo administrador de sistemas é utilizado de forma genérica para se referir às pessoas que sabem como o sistema funciona e são acionadas quando algum sistema falha.

## Privilégio de Administrador de Sistema
O termo administrador ou root pode também ser usado para descrever um privilégio que o dono de uma máquina deve obter para realizar certas ações como instalações, mesmo que o computador não faça parte de um sistema maior.